# پرسکات لکی
پرسکات لکی (انگلیسی: Prescott Lecky) زاده ۱۸۹۲ و مرگ ۱۹۴۱ میلادی، یک روان‌شناس آمریکایی بود.
پرسکات لکی طول سالهای ۱۹۲۴ تا ۱۹۳۴ میلادی در دانشگاه کلمبیا تدریس می‌کرد و در این مدت که در آمریکا رفتارگرایی گرایش غالب در بین روانشناسان بود، تأثیر زیادی از خود بر همکاران و شاگردانش باقی گذاشت. او مفهوم خودیاری را در روان درمانی تعمیق و گسترش داد و روانشناسان نامداری مانند ماکسول مالتز از وی به عنوان الهام دهنده خود در آثارشان اسم برده‌اند.
پرسکات لکی معتقد بود که شخصیت انسان شدیداً تحت تأثیر انگیزه‌های درونی اوست و داشتن یک انگیزه اصلی که دیگر انگیزه‌ها پیرامونش سازمان یافته‌اند، در خدمت تقویت ثبات شخصیت است.
پرسکات لکی علاوه بر تدریس،  یک مشاور و روان‌شناس شناخته شده بود و از جمله جان اف کندی در دوران دبستان از مشاوره وی بهره برده بود.
پس از مرگ پرسکات لکی در سال ۱۹۴۱ شاگردانش آثار وی را گرد آورده و در سال ۱۹۴۵ میلادی تحت عنوان ثبات شخصیت، نظریه ای در مورد شخصیت، منتشر کردند.